# Hermann Jürgens
Hermann Jürgens, né le 8 décembre 1846 à Münster, en province de Westphalie (Royaume de Prusse) et décédé le 20 septembre 1916 à Bombay (Inde) était un prêtre jésuite allemand, missionnaire en Inde et archevêque de Bombay de 1907 à sa mort en 1916. 

## Biographie

### Jeunesse et formation
Hermann Jürgens entre au noviciat jésuite de Munster le 20 mars 1864. Après sa philosophie au scolasticat jésuite installé dans l’abbaye de Maria Laach (1867-1870) Jürgens étudie les sciences naturelles à l’université de Bonn (1870-1873) qu’il enseigne ensuite au scolasticat des jésuites allemands en exil, à Bleijenbeek, dans le Limbourg néerlandais (1873-1876). Il fait les études de théologie préparatoires au sacerdoce à Ditton Hall (1876-1880), près de Liverpool, en Angleterre, où il est ordonné prêtre en 1879. 

### Professeur de sciences naturelles
Jurgens est nommé professeur de sciences naturelles au scolasticat de Bijenbeek. Il contribue à cette époque plusieurs articles pour la revue ‘Stimmen aus Maria-Laach’ défendant les vues de l’Église catholique dans la controverse autour du darwinisme. 
Trois ans plus tard, en 1886 il est envoyé enseigner les sciences au collège Saint-Xavier de Bombay (en). Il est bientôt nommé supérieur de la mission (en 1888). Son mandat terminé il est aumônier militaire et curé à Karachi (1894-1897) puis recteur à Saint-Xavier (Bombay) et supérieur des jésuites de Poona (1903-1905).

### Archevêque de Bombay
Vicaire général de l’archidiocèse de Bombay (1904-1906), et administrateur apostolique à la mort de Mgr Théodore Dalhoff, il succède à ce dernier comme archevêque de Bombay en mai 1907, et reçoit la consécration épiscopale à Bombay, le 14 juillet 1907. 
Jürgens est particulièrement attentif au développement du travail missionnaire au Gujarat, y envoyant davantage de prêtres et y établissant de nouveaux centres, chapelles et écoles, entre autres à Nadiad (1911) et Amod (en) (1912). 
A Bombay les églises du 'Padroado' sont réparées et de nouvelles chapelles sont ouvertes à Colaba (1904) et Sonapur (1906). L’église Saint Ignace (au 'Jacob’s circle') avec presbytère et école sont construits en 1913.  Dans le domaine éducatif Jurgens veille au développement du collège Saint-Xavier (en), rouvre l’école ‘Antonio de Souza’ du 'Padroado' (1907) et confie plusieurs institutions (écoles, orphelinats) à des religieuses pour permettre aux prêtres un travail missionnaire, entre autres au Gujarat. Il donne son soutien à la presse catholique, particulièrement à l’hebdomadaire ‘The Examiner’ dirigé depuis 1903 par le père jésuite Ernest Hull qui deviendra la plus influente revue catholique de l’Inde. 
La guerre mondiale éclate en 1914. Les activités apostoliques et missionnaires s’en ressentent et ralentissent, en particulier parce que tous les prêtres d’origine allemande sont internés en camp de détention sévère, à l’exception des deux évêques et de quelques autres, trop âgés. Le 30 mars 1916, 60 prêtres allemands de Bombay et Poona sont déportés et quittent Bombay. Le coup est dur pour l’archevêque qui, très ému, assiste à leur départ sur le bateau ‘Golconda’. Psychologiquement il ne s’en remet pas. Sa santé se détériore rapidement. Il meurt le 20 septembre 1916.

## Écrits
- Die `Urlinge' des organische Lebens, dans Stimmen aus Maria Laach, vol.22 (1882), pp.282-301.
- Erfolge des Darwinismus, dans Stimmen aus Maria Laach, vol.23 (1882), pp.463-477.
- Ausschichten des Darwinismus, dans Stimmen aus Maria Laach, vol.24 (1883), pp.337-356.
- Die Blumenfarben und der Darwinismus, dans Stimmen aus Maria Laach, vol.25 (1883), pp.267-277 et 467-488.
- Das Ideoplasma, dans Stimmen aus Maria Laach, vol.28 (1885), pp.27-33.
- Von Bombay nach Kandy, dans Stimmen aus Maria Laach, vol.42 (1892), pp.313-322.

## Source
- Joseph Velinkar: German Jesuits on the West coast of India, Pune, 2004, 100p.